# Breytovsky (huyện)
Huyện Breytovsky (tiếng Nga: ? райо́н) là một huyện hành chính tự quản (raion), của Tỉnh Yaroslavl, Nga. Huyện có diện tích 1404 kilômét vuông. Trung tâm của huyện đóng ở Breytovo.